# Lynn Silliman
Lynn Silliman (* 24. April 1959 in Watsonville) ist eine ehemalige Steuerfrau im Rudersport aus den Vereinigten Staaten. Sie war Weltmeisterschaftszweite 1975 und Olympiadritte 1976.
Die 1,56 m große Lynn Silliman von der Point Loma High School in San Diego steuerte bei den Weltmeisterschaften 1975 in Nottingham den US-Achter. Christine Ernst, Carol Brown, Nancy Storrs, Wiki Royden, Claudia Schneider, Anne Warner, Gail Pierson, Carie Graves und Lynn Silliman gewannen die Silbermedaille hinter dem Boot aus der DDR und vor den Rumäninnen. Im Jahr darauf startete der US-Achter bei den Olympischen Spielen 1976 in Montreal in der Besetzung Jacqueline Zoch, Anita DeFrantz, Carie Graves, Marion Greig, Anne Warner, Margaret McCarthy, Carol Brown, Gail Ricketson und Lynn Silliman. Es siegte der Achter aus der DDR vor dem Boot aus der UdSSR. Dahinter erkämpfte der Achter aus den Vereinigten Staaten die Bronzemedaille knapp vor den Kanadierinnen. Bei den Weltmeisterschaften 1979 trat Silliman noch einmal im Vierer mit Steuerfrau an und belegte den neunten Platz.